# Zwakkenburger- en Ellersvelderpolder
De Zwakkenburger- en Ellersvelderpolder is een voormalig waterschap in de provincie Groningen.
Het waterschap was gelegen in de driehoek tussen het Hoerediep en het Niezijlsterdiep, ten noorden van het Hoendiep (in 1938  verbreedt tot het Van Starkenborghkanaal). Het waterschap sloeg uit op het Hoendiep. De molen, de Zwakkenburgermolen genaamd, stond echter zo'n 200 meter ten noorden hiervan. Tussen de molen en het kanaal lag een watertje met de naam Klietsdiep. De molen is in 2003 gerestaureerd en verplaatst naar een plek pal aan het kanaal. 
Waterstaatkundig gezien ligt het gebied sinds 1995 binnen dat van het waterschap Noorderzijlvest.

## 1944
In oktober 1944 werd de sluis bij Gaarkeukensluis gebombardeerd, waardoor Fries water de polder binnenstoomde en het gebied onder water zette en de molen beschadigde.